# Pedro Díaz Seijas
Pedro Díaz Seijas (Valle de la Pascua, 24 de diciembre de 1921 - Caracas, 30 de junio de 2010) fue un 
escritor, ensayista, pedagogo, periodista, crítico literario, humanista y profesor universitario venezolano, integrante de número de la Academia Venezolana de la Lengua y miembro correspondiente de la Real Academia Española. 

## Biografía
Dedicado desde su juventud hacia el estudio de las letras, se graduó en el Instituto Pedagógico Nacional de Caracas, a la que retornó en calidad de profesor de Lengua y Literatura. En dicho centro educativo, además de impartir clases, dirigió el Departamento de Castellano, Literatura y Latín en tres períodos diferentes 1948-1949, 1973-1974, y 1976
Colaboró en los principales rotativos y revistas de Venezuela, en especial en aquellas publicaciones culturales más divulgadas de todo el ámbito geo-cultural hispanoamericano. Estuvo también unido, en su faceta docente, a la Universidad Nacional Experimental Simón Rodríguez de Caracas, en la que ejerció durante varios años el cargo de Director Cultural. Además, fue vicepresidente del Instituto Internacional de Literatura Iberoamericana; integrante de número de la Academia Venezolana de la Lengua y miembro correspondiente de la Real Academia Española.
Como estudioso de la literatura venezolana y promotor de las letras de su país, destacó como miembro del Grupo Contrapunto, un colectivo de autores y críticos que, agrupados en torno a la revista homónima, se esforzaron en introducir en la cultura de Venezuela de mediados del siglo XX una tendencia renovadora que logró, por un lado, eliminar la herencia dejada por la dictadura militarista; y, por otro, habituar a los artistas e intelectuales de la Venezuela del año 1948, con las últimas tendencias artísticas y literarias, esencialmente, en el ámbito de la literatura escrita en lengua inglesa y francesa que se encontraban triunfando en Europa y América.
En plena crisis política que para aquella época Venezuela sufría, los escritores y críticos literarios que integraban el Grupo Contrapunto se obligaron a salvaguardar la memoria histórica del país, con la mira de engrandecer su legado cultural y, a través de él, preservar la identidad nacional venezolana. En este espacio destacó marcadamente su trabajo, al dedicarse al estudio de la literatura hispanoamericana, resaltando los valores literarios de los autores ya consagrados y rescatando o redescubriendo a muchos escritores; los que, sin su labor, habrían sido olvidados.
En su ensayo intitulado Al margen de la literatura venezolana (Caracas, 1946), salvó a autores de relieve como Teresa de la Parra, Francisco Lazo Martí, Juan Vicente González y Alberto Arvelo Torrealba. Obra que lo ubicaría como uno de los más destacados críticos literarios hispanoamericanos de la época.

## Obra
- Historia y antología de la literatura venezolana (Caracas, 1955).[1]
- Lecturas patrióticas: aprendizaje de venezolanidad a través de los más inmigrantes pensadores nacionales (Caracas, 1955?).[2]
- Rómulo Gallegos: realidad y símbolo (Caracas, 1965).[3]
- Bases para un esquema de nuestra realidad educativa (1966).[4]
- La antigua y la moderna literatura venezolana (Caracas, 1966).[5]
- Deslindes: ensayos sobre literatura hispanoamericana (Caracas, 1972).[6]
- La novela y el ensayo en Venezuela (Caracas, 1972).[7]
- La gran narrativa latinoamericana (Caracas, 1976).[8]
- Lectura en tres dimensiones de la narrativa de Julián Padrón (Caracas, 1981).[9]
- Bajo el signo creador de la lengua (Caracas, 1985).[10]
- Cecilio Acosta: El apóstol y el pensador (Los Teques, 1985).[11]
- Rómulo Gallegos: suma de lecturas (Caracas, 1987).[12]
- Reflexiones ante la esfinge (Caracas, 1989).[13]
- Hacia una lectura crítica de la obra de Vicente Gerbasi y de otros poetas venezolanos (Caracas, 1989).[14]
- Caracas, la Gentil: Biografía de una Ciudad (Caracas, 2005).[15]